# 藤原忠輔
藤原 忠輔（ふじわら の ただすけ）は、平安時代中期の公卿。藤原北家山蔭流、治部卿・藤原国光の次男。官位は正三位・権中納言。

## 経歴
冷泉朝の安和元年（968年）文章得業生となり、翌安和2年（969年）播磨権少掾に任ぜられる。
円融朝の天禄2年（971年）課試を受けると、兵部丞を経て、天延2年（974年）従五位下・相模権守に叙任される。天延4年（976年）兵部少輔、天元3年（980年）従五位上に叙任された後、花山朝に入ると永観2年（984年）春宮・懐仁親王の東宮学士となる。
寛和2年（986年）懐仁親王が即位（一条天皇）すると二階昇進して従四位下に叙せられ、同年に今度は、新春宮・居貞親王（後の三条天皇）の東宮学士に任ぜられ、二代続けて東宮学士を務める。永延元年（987年）権左中弁に任ぜられると、正暦4年（993年）従四位上次いで正四位下、正暦5年（994年）左中弁と弁官を務めながら順調に昇進し、長徳2年（996年）左中弁の労9年をもって参議兼右大弁に任ぜられて公卿に列した。
議政官として、左右大弁や勘解由長官を兼帯し、長保3年（1001年）従三位に叙せられる。長保4年（1002年）病により勘解由長官を辞任するが、体調が回復したようで翌長保5年（1003年）造宮書殿舎額の功労により正三位に昇り、寛弘2年（1005年）には先任の参議であった藤原有国・藤原懐忠・菅原輔正を超えて権中納言に任ぜられた。
長和2年（1013年）6月4日申刻に薨去。享年70。最終官位は権中納言正三位。
村上・冷泉・円融・花山・一條・三条天皇までの六朝に亘って仕えた。

## 逸話
常に空を見上げていたため世の人より仰ぎ中納言と呼ばれた。右中弁在任中、藤原済時が戯れて今天に何かあるのかと訊ねたため、大将を犯す星が現れていると冗談で答えたところ、済時は幾程経たずして亡くなったという 。

## 官歴
『公卿補任』による。
- 安和元年（968年） 12月25日：文章得業生
- 安和2年（969年） 5月25日：播磨権少掾
- 天禄2年（971年） 8月25日：課試
- 天禄3年（972年） 正月24日：兵部少丞
- 天延2年（974年） 正月29日：兵部大丞（師衡叙替）。11月18日：従五位下（朔旦）。11月28日：相模権守
- 天延4年（976年） 6月16日：兵部少輔（懐忠遷左少将替）
- 天元3年（980年） 正月7日：従五位上（策）
- 永観2年（984年） 8月27日：東宮学士（春宮・懐仁親王）
- 寛和2年（986年） 6月：止学士（践祚）、昇殿。7月16日：東宮学士（春宮・居貞親王）。7月22日：従四位下（御即位、叙二階）。8月13日：大学頭
- 永延元年（987年） 7月11日：権左中弁、学士如元
- 永祚2年（990年） 正月29日：紀伊権守
- 正暦4年（993年） 正月7日：従四位上（策）。11月25日：正四位下（臨時）
- 正暦5年（994年） 正月13日：紀伊権守。9月8日：左中弁
- 長徳2年（996年） 7月19日：参議（左中弁労玖年）。8月5日：右大弁（抽侍読功也）
- 長徳3年（997年） 正月28日：播磨守
- 長徳4年（998年） 11月23日：左大弁
- 長保3年（1001年） 8月25日：勘解由長官。10月10日：従三位（臨時）
- 長保4年（1002年） 2月30日：備中守　11月：辞長官（依病也）
- 長保5年（1003年） 11月5日：正三位（造宮書殿舎額賞）
- 寛弘2年（1005年） 6月19日：権中納言
- 寛弘5年（1008年） 10月30日：兵部卿
- 長和2年（1013年） 6月4日：薨去（権中納言正三位）。6月17日：奏上

## 系譜
- 父：藤原国光
- 母：藤原有好の娘
- 妻：藤原是輔の娘
  - 男子：藤原相任
- 生母不明の子女
  - 男子：藤原忠任